# Andrés Mercado
Andrés Mercado  (Barranquilla, Kolumbia, 1989. augusztus 27. –) kolumbiai színész, énekes.

## Élete
Andrés Mercado 1989. augusztus 27-én született Barranquilában. Karrierjét 2005-ben kezdte. 2011-ben főszerepet kapott a Grachi című sorozatban 3 évadon keresztül Isabella Castillo oldalán, ahol Daniel Esquivel szerepét játszotta.

## Filmográfia
| Év        | Cím                  | Szerep          |
| --------- | -------------------- | --------------- |
| 2004      | Padres e hijos       | Leonardo Pava   |
| 2005      | El pasado no perdona | Juan David      |
| 2006      | Tu voz estéreo       | Simón           |
| 2006      | Floricienta          | Richie          |
| 2007-2008 | Pocholo              | Andrés Larrea   |
| 2009-2010 | Atrévete a soñar     | Iker            |
| 2011–2013 | Grachi               | Daniel Esquivel |
| 2013      | Quiero amarte        | Iván Fonseca    |

## Díjak és jelölések
| Év   | Díj                          | Kategória                           | Telenovella | Eredmény |
| ---- | ---------------------------- | ----------------------------------- | ----------- | -------- |
| 2011 | Kids Choice Awards México    | Kedvenc férfi karakter a sorozatban | Grachi      | Nyertes  |
| 2012 | Kids Choice Awards México    | Kedvenc színész                     | Grachi      | Jelölés  |
| 2012 | Kids Choice Awards Argentina | Kedvenc színész                     | Grachi      | Jelölés  |
| 2013 | Kids Choice Awards México    | Kedvenc színész                     | Grachi      | Jelölés  |
| 2013 | Kids Choice Awards Argentina | Kedvenc színész                     | Grachi      | Jelölés  |
| 2013 | Meus Prêmios Nick Brasil     | Kedvenc színész                     | Grachi      | Jelölés  |